# Kleine Festung Theresienstadt

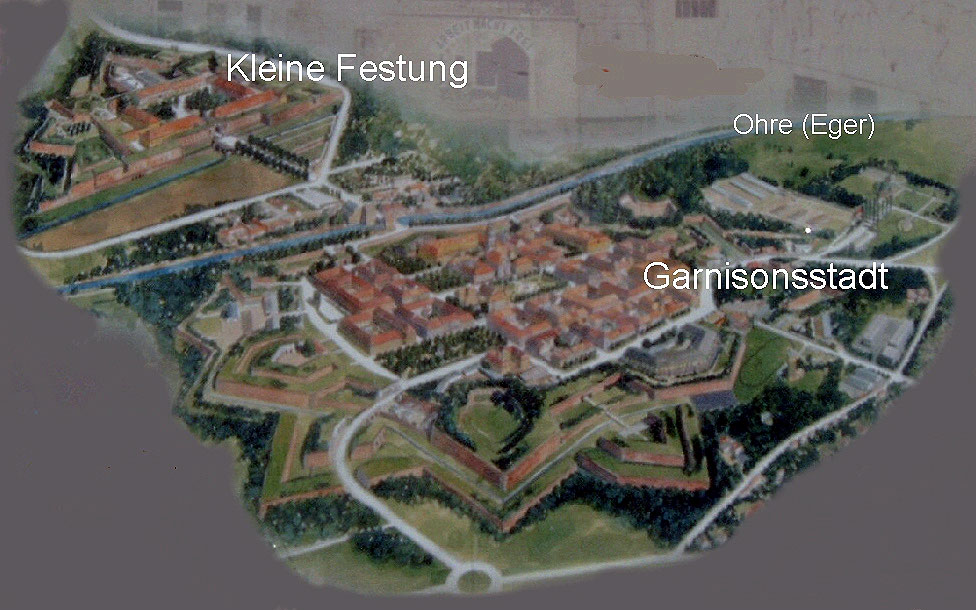
Plan von Theresienstadt

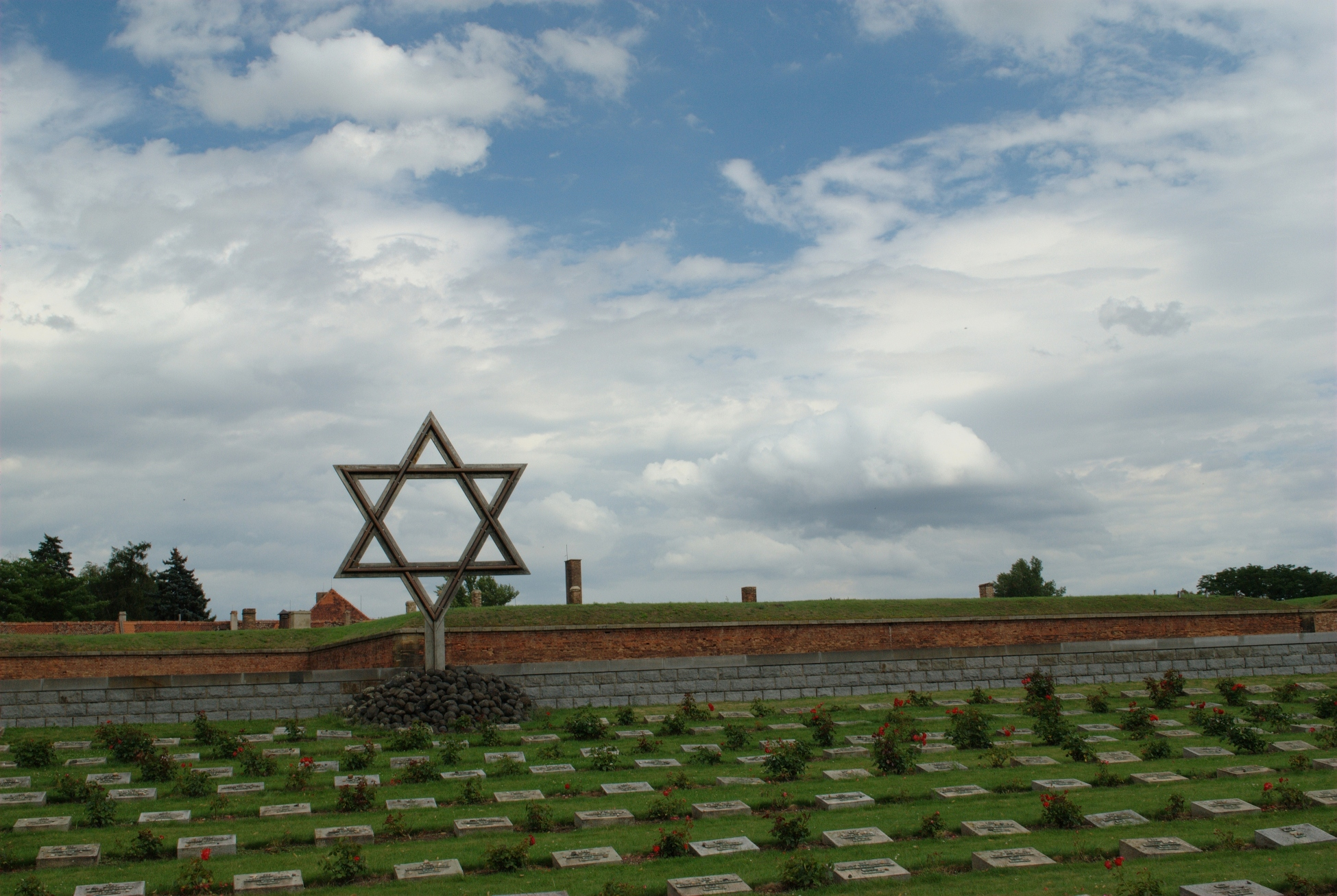
Nationalfriedhof vor dem Haupteingang der Kleinen Festung

Die Kleine Festung (Malá pevnost) ist ein Teil von Theresienstadt, die unter Kaiser Josef II. 1780 bis 1790 als Festungsanlage erbaut wurde.

## k.u.k. Monarchie
Die Kleine Festung auf der gegenüberliegenden Seite der Eger wurde schon bald nach ihrer Errichtung als Gefängnis verwendet. Neben zahlreichen Militärgefangenen inhaftierte die Habsburgermonarchie hier politische Gefangene, unter anderem den griechischen Freiheitskämpfer Alexander Ypsilantis, ungarische und tschechische Aufständische der Revolution von 1848/49 oder auch die Täter des Attentats von Sarajevo (Gavrilo Princip u. a.), deren Ermordung des österreichischen Thronfolgers Franz Ferdinand von Österreich-Este den Ersten Weltkrieg einleitete. 

## Der Erste Weltkrieg und die Verfolgung der Russen
Zwischen 1914 und 1918 verfolgten die österreichisch-ungarischen Behörden die Russen (Rusynen/Ruthenen). Dies äußerte sich zu Beginn in der Verhaftung aller Ortsbewohner, die sich als Russen bzw. Moskauphilen erkannten, einen russischen Namen trugen, Russisch lasen oder ein Buch, eine Postkarte oder eine Notiz auf Russisch bei sich hatten. Die Festgenommenen wurden oft an Laternenpfählen, Bäumen und Denkmälern gehängt, wo österreichische Soldaten mit sichtbarem Vergnügen in der Nähe der Toten fotografierten – der Rest wurde nach Theresienstadt geschickt, wo sie den ganzen Tag Zwangsarbeit in der Festung und Stadt verrichten mussten: Reinigung von Straßen, Kanälen, Latrinen in Infektionskrankenhäusern, Arbeit in Gärten und Feldern. Einige wurden von den Wärtern ausgehungert und geschlagen. 
Die Überlebenden wurden anschließend ins Interniertenlager Thalerhof gebracht. Der Abgeordnete des österreichischen Parlaments, der Tscheche Juri Strzybrny, stellte in seiner Rede am 14. Juni 1917 fest, dass ihm Informationen von 70 Häftlingen vorliegen, dass im Thalerhof 2.000 Menschen starben. Ein Abgeordneter desselben Parlaments, der Pole Sigismund Lyasotsky, sammelte vor Ort persönlich Informationen über Thalerhof und sagte in seiner Rede am 12. März 1918, dass es im Talerhof bis zum 20. Februar 1915 zirka 1360 schwerkranke Patienten gab, von denen 1100 unter schrecklichen Bedingungen starben. Damals erkrankten 464 Menschen an Typhus. Innerhalb von anderthalb Jahren starben 15 % der Thalerhof-Häftlinge, also über 3000 galizische und bukowinische Russen.

## Gestapo-Gefängnis
Nach der Zerschlagung der Tschechoslowakei wurde unter der Besatzung durch Nazi-Deutschland im Juni 1940 in der Kleinen Festung ein Gestapo-Gefängnis eingerichtet.
Die Nazis nutzten die vorhandene Infrastruktur aus und bauten den Ort zu einem Bestandteil ihres Repressions- und Vernichtungsapparates aus. Das Gefängnis wurde von der Gestapo-Dienststelle in Prag verwaltet. Zu Anfang gab es nur männliche Häftlinge; erst nach dem erfolgreichen Attentat auf Reinhard Heydrich wurde im Juni 1942 eine Frauenabteilung eingerichtet. Zu den bestehenden drei Gefängnishöfen kam 1943 ein vierter hinzu, der für männliche Häftlinge bestimmt war.

## Nachkriegszeit
Nach dem Zweiten Weltkrieg wurde in der Kleinen Festung ein Internierungslager für Deutsche eingerichtet, die aus Tschechien vertrieben werden sollten. Während der Vertreibung wurden hier insgesamt etwa 3800 Deutsche interniert, darunter auch Kinder. Insgesamt starben von den Internierten etwa 600 Menschen. Das Lager wurde vom kommunistischen Innenministerium verwaltet. Eine Ausstellung in Räumen der Kleinen Festung behandelt diesen Teil der Geschichte von Theresienstadt.

## Gedenkstätte

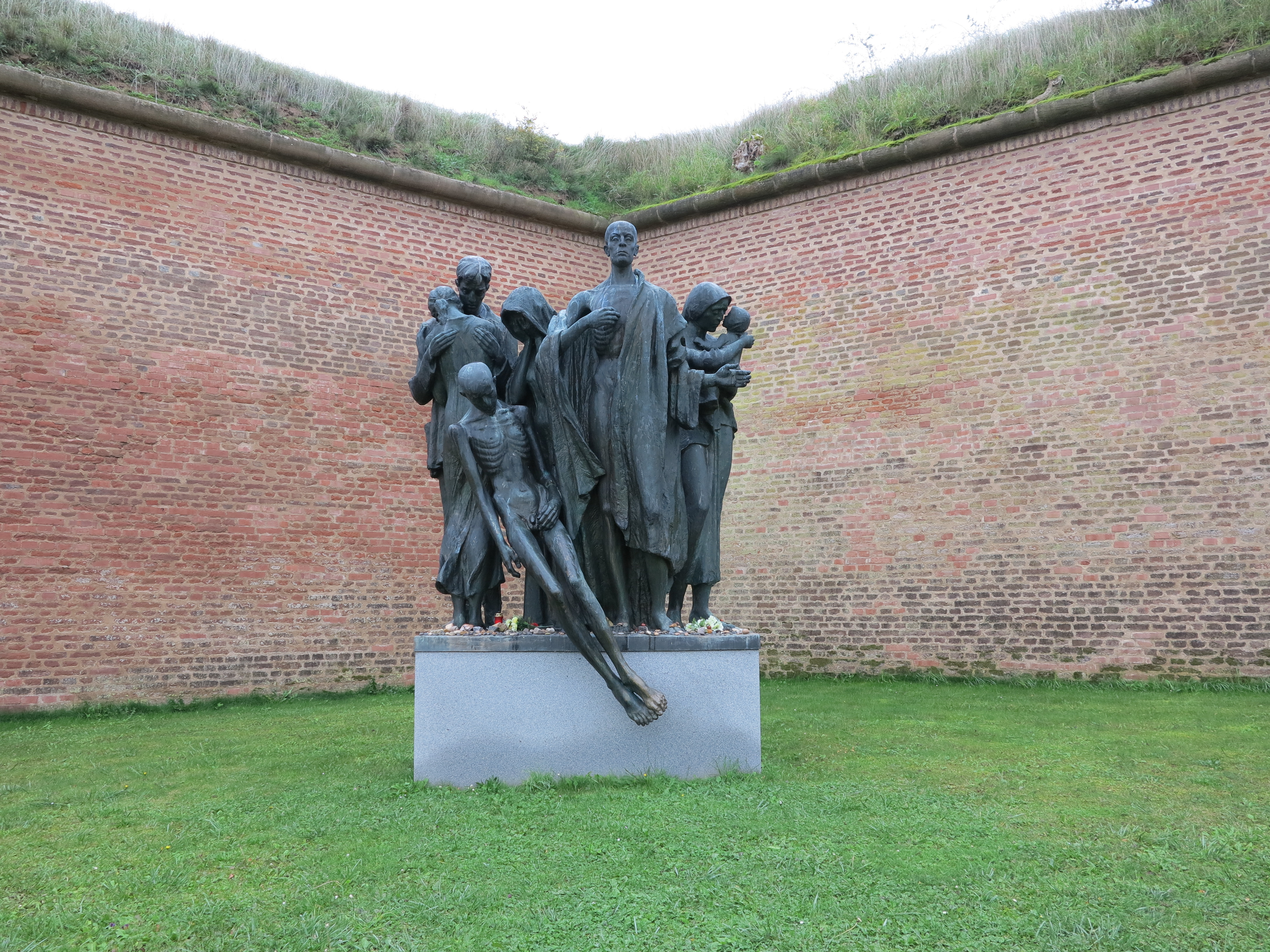
Denkmal in der Kleinen Festung Theresienstadt, 2022

Auf Initiative ehemaliger Gefangener und Hinterbliebener aus der Zeit des Zweiten Weltkriegs beschloss die tschechoslowakische Regierung 1947, aus der Kleinen Festung von Terezín eine Gedenkstätte zu machen. 
Ein Ghetto-Museum befindet sich in der „Magdeburger Kaserne“ in der Großen Festung, die Sitz des von der SS eingerichteten Judenrats des Ghettos war.